# قلعه ویشرینگ

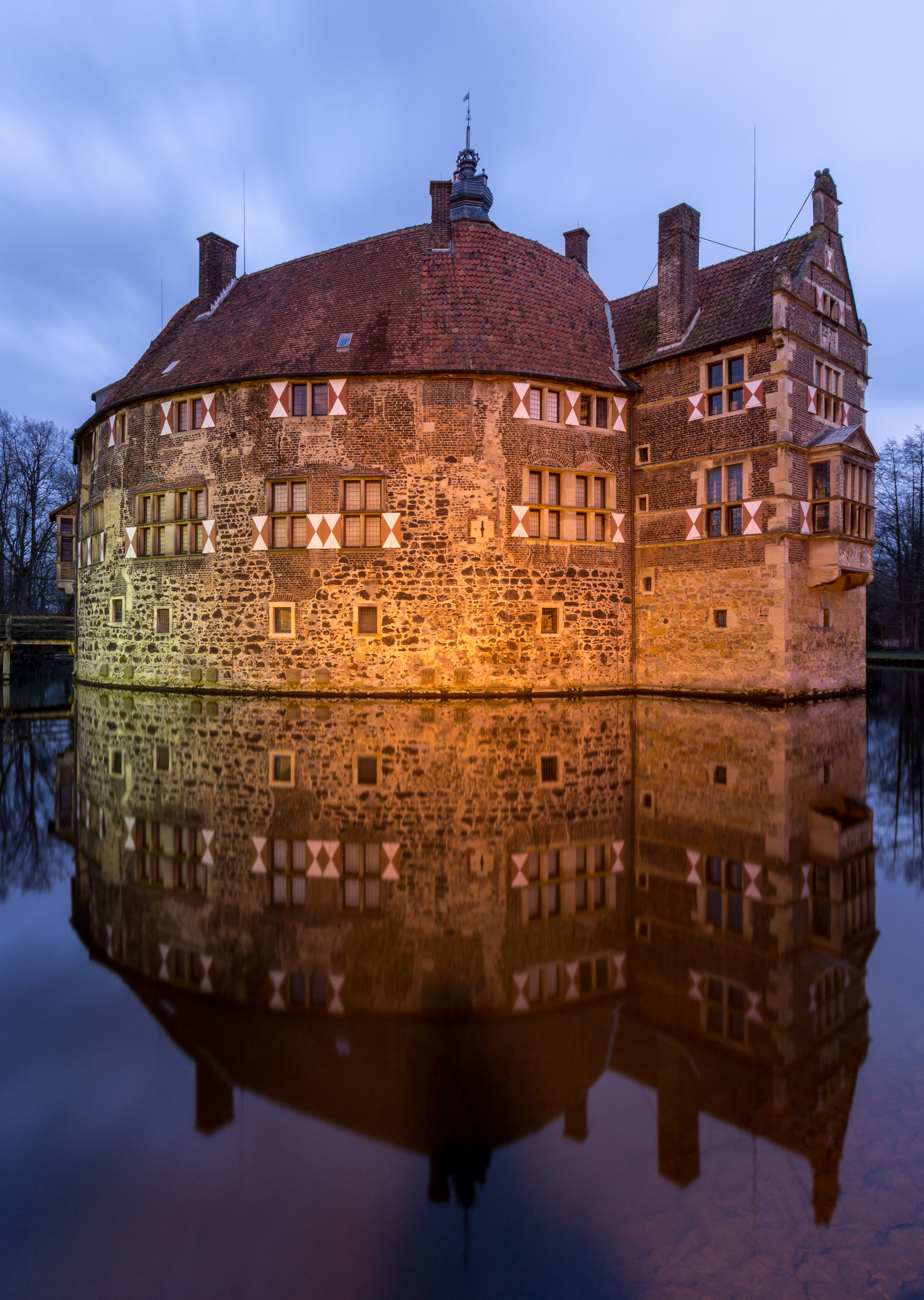
قلعه ویشرینگ

قلعه ویشرینگ ( آلمانی: Burg Vischering) در لودینگهاوزن ، نوردراین-وستفالن ، یک از قلاع رایج از نوع قلعه خندقی در منطقه مونستر کشور آلمان است. این منطقه یکی از بالاترین تراکم قلعه‌ها، کاخ ها و استحکامات آلمانی را دارد که لودینگهاوزن به تنهایی دارای سه قلعه است. این قلعه از حیاط دفاعی بیرونی، دروازه‌های دفاعی، خندق، پل متحرک، ساختمان اصلی و نمازخانه تشکیل شده است. دیوارهای ماسه‌سنگی با سقف‌های مزین به سفال قرمز رنگ و همچنین انعکاس آن‌ها در خندق، منظره هماهنگ با محیط  جنگلی پیرامون پدید می‌آورد.
قلعه ویشرینگ توسط اسقف گرهارد فون درمارک در رقابت با دومین قلعه‌ی ساخته شده توسط خانواده فون لودینگهاوزن ساخته شد. این مکان مقر خانواده Droste zu Vischering شد. Droste لقبی محلی و موروثی برای اشراف دیوانسالارانی بوده به اسقف های مونستر خدمت می کردند. 
خندق پیوسته توسط یک شاخه فرعی رودخانه استیور پر می‌شود. حیاط دفاعی بیرونی شامل ساختمان های تجاری و مزرعه است. ساختمان اصلی یک سازه سه طبقه نعل اسبی شکل با دیوار بیرونی سنگین است. حیاط داخلی آن توسط نمازخانه و دیوار دفاعی پایینی محدود شده است. قلعه فاقد برجک دفاعی مرسوم است چرا که در طول بازسازی های دوره رنسانس این بخش حذف شده است. در سال ۱۵۲۱ میلادی آتش سوزی مهیبی قلعه را ویران کرد. عمارت جدید قلعه را بر روی پی موجود احداث کردند. در بازسازی با اضافه شدن پنجره‌ها و افزودن یک آبگیر بزرگ، این مجموعه به مکانی مناسبتر برای زندگی‌ تبدیل شد، اما در عین حال از مزیت دفاعی آن نیز کاسته شد. با این حال، کل مجموعه همچنان شخصیت یک قلعه خندق دار عصر فئودالی را حفظ کرده است. خسارات ناشی از حمله هوایی در طول جنگ جهانی دوم هم جزئی بوده است.
امروزه قلعه ویشرینگ موزه مونسترلند را در خود جای داده است، یک نمایشگاه درباره شوالیه‌گرایی برای کودکان و همچنین یک کافه‌رستوران در آن جای دارد. این قلعه به عنوان مرکز فرهنگی ناحیه کوئسفلد است. ساعات بازدید در لینک زیر درج شده است. لینک دوم گاهشماری دقیق‌تری از آنچه بر قلعه در طی سالیان دراز گذشته است را به زبان آلمانی ارائه می‌دهد.

## لینک های خارجی
- وب سایت رسمی (به آلمانی)
- Burg Vischering auf burgenwelt.de (به آلمانی)